# 哈爾·葛賓·科拉納
哈爾·葛賓·科拉納（英語：Har Gobind Khorana，1922年1月9日—2011年11月9日），生於英属印度，印度裔美國分子生物學家。他在1968年，因為解出了遺傳密碼，而與羅伯特·威廉·霍利以及馬歇爾·沃倫·尼倫伯格共同獲得了諾貝爾生理學或醫學獎。同年还获得了拉斯克基础医学奖。科拉納还是美国科学院院士、美国麻省理工学院Alfred P. Sloan名誉退休教授。

## 生平
1922年生于英属印度的赖布尔（现为巴基斯坦的格比尔瓦拉），1948年获得英国利物浦大学博士学位。1960年在美国威斯康星大学麦迪逊分校任酶研究所共同所长，并在此期间发现RNA编码蛋白质合成机制。
2011年11月9日在美国麻省康科特市逝世。

## 外部連結
- Nobel biography（页面存档备份，存于）
- Homepage（页面存档备份，存于） - MIT, where he works presently.
- The Khorana Program
- 33rd Steenbock Symposium（页面存档备份，存于）
- Remembering Har Gobind Khorana: University of Wisconsin Biochemistry Newsletter, adapted from article in Cell（页面存档备份，存于）
- Har Gobind Khorana materials in the South Asian American Digital Archive (SAADA)
- PDF[]

Template:Padma Vibhushan Awards